# Óscar Vicente Ojea Quintana

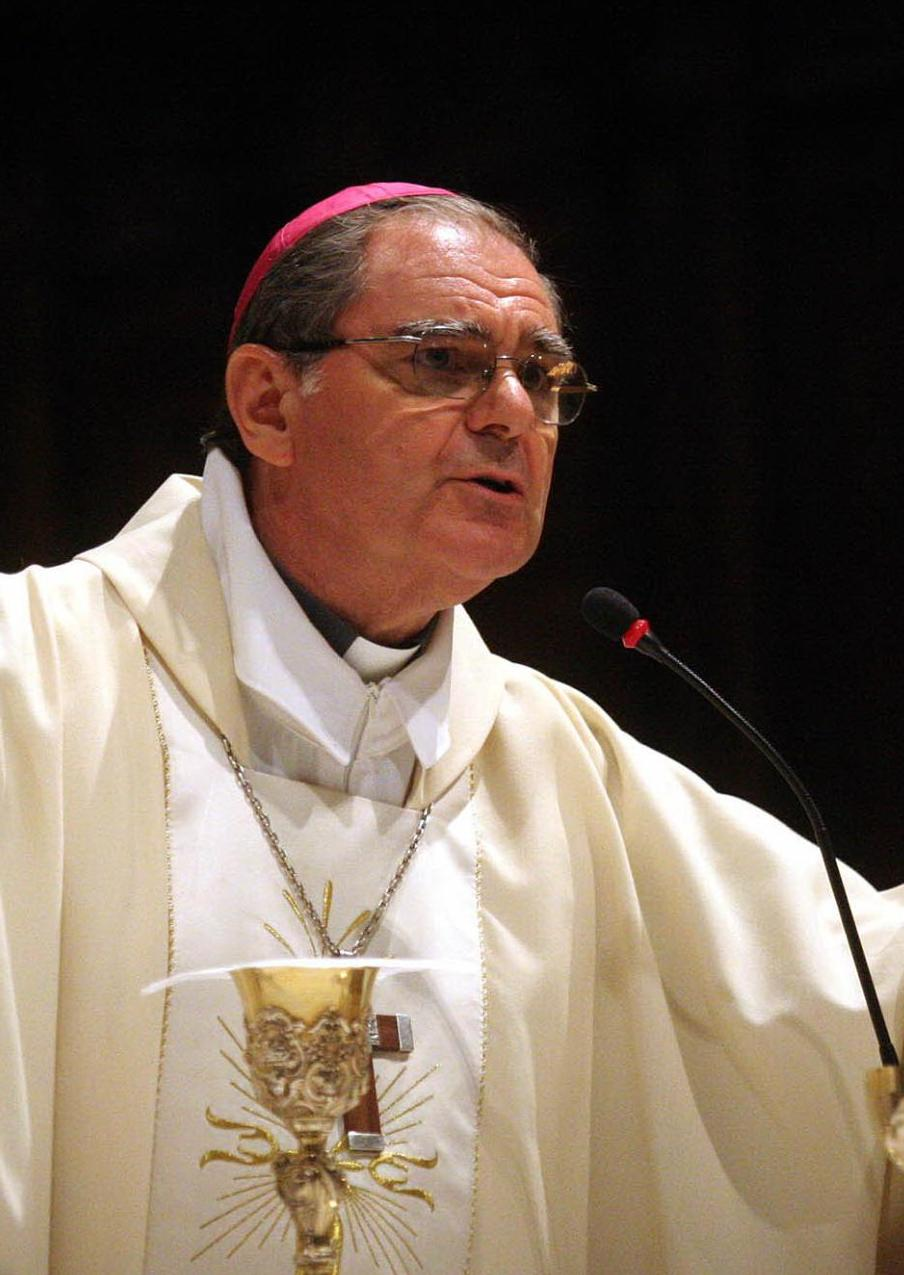
Bischof Óscar Vicente Ojea Quintana (2016)

Bischofswappen

Óscar Vicente Ojea Quintana (* 15. Oktober 1946 in Buenos Aires) ist ein argentinischer Geistlicher, emeritierter römisch-katholischer Bischof von San Isidro und war von 2017 bis 2024 Vorsitzender der argentinischen Bischofskonferenz.

## Leben
Óscar Vicente Ojea Quintana empfing am 25. November 1972 die Priesterweihe.
Papst Benedikt XVI. ernannte ihn am 24. Mai 2006 zum Titularbischof von Suelli und zum Weihbischof in Buenos Aires. Die Bischofsweihe spendete ihm der Erzbischof von Buenos Aires, Jorge Mario Kardinal Bergoglio SJ, am 2. September desselben Jahres; Mitkonsekratoren waren Héctor Rubén Aguer, Erzbischof von La Plata, und Eduardo Vicente Mirás, emeritierter Erzbischof von Rosario.
Am 7. Oktober 2009 ernannte ihn Benedikt XVI. zum Koadjutorbischof von San Isidro. Mit der Emeritierung Alcides Jorge Pedro Casarettos am 30. Dezember 2011 folgte er diesem im Amt des Bischofs von San Isidro nach.
Am 7. November 2017 wurde er zum Vorsitzenden der argentinischen Bischofskonferenz gewählt, seine erste Amtszeit lief bis 2020. 2021 wurde er für eine weitere dreijährige Amtszeit zum Vorsitzenden gewählt. Zudem leitet Ojea die Caritas Argentiniens. Seine Amtszeit endete im November 2024.
Am 30. Dezember 2024 nahm Papst Franziskus das altersbedingte Rücktrittsgesuch von Óscar Vicente Ojea Quintana an.